# Achuar vs Talisman Energy
Achuar vs Talisman Energy: The Struggle Continues (traducida en España Achuar vs Compañía petrolera: La lucha continúa) es un corto estadounidense de 2011, que relata la historia de los achuar de las cuencas de los ríos Morona y Pastaza que se oponen rotundamente a la exploración petrolera en su territorio porque fueron testigos de la devastación ambiental causada por las operaciones petroleras en la cuenca cercana del río Corrientes.
El encargado de la dirección fue Amazon Watch, con guion de Peter Coyote. Amazon Watch trabaja con organizaciones indígenas y ambientales en la cuenca del Amazonas para defender el medio ambiente y promover los derechos de los pueblos indígenas frente al desarrollo industrial a gran escala: oleoductos y gasoductos, líneas eléctricas, carreteras y otros megaproyectos.

## Sinopsis
Empieza mostrando en un panorama general el Amazonas peruano y relatando la vida de los achuar, y cómo el petróleo puede afectar a los habitantes de esta zona. Lily La Torre, una abogada achuar,  relata que las pruebas oficiales del gobierno peruano han demostrado que los achuar tienen altos niveles de plomo y cadmio en el torrente sanguíneo. Tayin Shuwi Peas hace un exhorto a la compañía petrolífera y  advierte que si no se atiende reaccionarán.

## Repartos
| Peter Coyote             | Producer and Narrator (Voice) |
| Nase Lino                | Producer and Achuar boy       |
| Linton Rengifo Hernandez | Self (Achuar Leader)          |
| Lyly La Torre Lopez      | Felf (Achuar Lawyer)          |
| Tayin Shuwi Peas         | Self (Achuar Lawyer)          |